# Ophiosphaera insignis
Ophiosphaera insignis är en ormstjärneart som beskrevs av Brock 1888. Ophiosphaera insignis ingår i släktet Ophiosphaera och familjen bandormstjärnor. Inga underarter finns listade i Catalogue of Life.